# Сант'Анђело (Пезаро и Урбино)
Сант'Анђело (итал. Sant'Angelo) је насеље у Италији у округу Пезаро и Урбино, региону Марке.
Према процени из 2011. у насељу је живело 64 становника. Насеље се налази на надморској висини од 659 м.